# Canción animal (canción)
«Canción animal» es una canción creada por Gustavo Cerati y Daniel Melero, e interpretada por la banda de rock argentina Soda Stereo. Es una de las canciones más destacadas e influyentes del rock en español. Fue lanzada como tercer tema del álbum del mismo nombre, que salió a la venta el 7 de agosto de 1990.
Fue interpretada desde su lanzamiento, desde la Gira Animal en 1990; después no se tocaría más hasta en la gira de despedida de la banda El Último Concierto en 1997. Cerati como solista la interpretó en la gira de 11 episodios sinfónicos, la cual fue ejecutada por una orquesta sinfónica en vivo en el Teatro Avenida de Buenos Aires.

## Composición y análisis

### Contenido lírico
La letra de la canción hace referencia al deseo sexual; desnudo, animal, urgente ("cuando el cuerpo no espera lo que llaman amor..."). En esas condiciones( Daniel Melero autor de la letra ) Cerati confiesa que "no me sirven las palabras, gemir es mejor". Cuándo se estaba haciendo el álbum del mismo nombre, Cerati mantenía una relación en aquel entonces con Paola Antonucci quién sirvió de inspiración para la canción pues define la relación de ambos.
La palabra clave del estribillo y de la canción es «más»: Más se pide y se vive. La frase admite varias lecturas:
- Vivir es pedir más
- Más se pide, más se vive
- Para estar vivo hay que pedir siempre más y más

Básicamente es una «canción animal», es decir una canción que viene del lado animal del hombre y la mujer, del deseo más básico, más directo, inmediato, irracional no mediado por las convenciones sociales o religiones protestantes  «animal». 
Sin embargo la letra también dice que no hay "nada más dulce que el deseo en cadenas", reconociendo de algún modo que, los límites impuestos por las convenciones sociales y el amor, encadenan el deseo, volviéndolo paradójicamente más dulce y más «deseable».
El mensaje de Canción animal está representado en la tapa del álbum lanzado en la Argentina (distinta a la azul del resto del mundo): un león encima de una leona con la que está copulando.

### Estructura musical
En Canción animal es posible reconocer aún el sonido del álbum anterior, Doble Vida (1988), «con resonancias psicodélicas y guitarra ochentosa». 
La música y el ritmo están influidas por la idea que Cerati expresa en la letra: "no me sirven las palabras, gemir es mejor". No solo los gemidos aparecen en varias partes del tema (y lo cierran), sino que la sonoridad instrumental y la voz de Cerati adoptan la forma del gemido, arrastrándose y extendiéndose «más».
Otro detalle a destacar es que el bajista Zeta Bosio toca el tema con Chapman Stick y así también lo hizo durante las presentaciones en vivo de la Gira Animal. Esta sería la primera vez que el bajista ocupa este instrumento en una canción de la banda.

## Créditos y personal

### Miembros originales
- Gustavo Cerati: compositor, letrista y guitarra
- Zeta Bosio: Chapman Stick
- Charly Alberti: batería

### Artistas invitados
- Daniel Melero: letrista y coproductor
- Tweety González: teclados
- Peter Baleani: coordinador de producción
- Mariano López: ingeniero